# Henrietta Howard
Henrietta Howard, Countess of Suffolk, född 1689, död 1767, var en brittisk hovfunktionär. 
Hon var första hovdam eller Mistress of the Robes till Storbritanniens drottning Caroline av Ansbach mellan 1731 och 1735. Hon hade ett förhållande med kung Georg II av Storbritannien från 1714 och framåt. 